# Dora Gabe
Dora Petrova Gabe (v bulharštině Дора Петрова Габе), provdaná Peneva, rodným jménem Isidora Peisah Gabe (11. července 1886, Bulharsko – 16. listopadu 1983, Bulharsko) byla bulharská básnířka, spisovatelka a překladatelka, autorka knih pro děti. Překládala díla významných autorů z polštiny, ruštiny, francouzštiny, řečtiny, slovenštiny a češtiny, mezi nimi i dílo Vítězslava Nezvala, s nímž ji pojilo milostné a později přátelské pouto. Je považována za jednu z nejvýznamnějších bulharských básnířek.

## Život
Narodila se ve vesnici Dabovik na severovýchodě Bulharska v oblasti jižní Dobrudža. O datu jejího narození se v Bulharsku vedou dodnes spory. Pocházela ze vzdělané židovské rodiny, která se vystěhovala z carského Ruska kvůli pogromům na Židy v 80. letech 19. století.
Otec Petr Gabe (rodným jménem Peisah Izraelevič Gabe) se stal prvním Židem, který byl v roce 1894 zvolen do bulharského Národního shromáždění. Když mu bylo kvůli jeho původu zabráněno nastoupit do úřadu, začal se věnovat žurnalistice a stal se v Bulharsku známou veřejnou osobností. Matka Ekaterina Samojlovna Duel-Gabe měla múzické zájmy а hudební nadání.
Dora Gabe absolvovala gymnázium ve Varně, poté studovala přírodní vědy na univerzitě v Sofii (1904). Později vystudovala francouzskou filologii v Ženevě a Grenoblu (1905–1906). Po návratu do Bulharska se stala učitelkou francouzštiny ve městě Dobrič. V roce 1908 vydala jako jedna z prvních žen v Bulharsku sbírku poezie Fialky (bulharsky Тemenugy).
V lednu 1909 se provdala jazykovědce profesora Bojana Peneva (1882–1927), který přednášel slavistiku na univerzitě v Sofii. Před svatbou přijala pravoslavnou konfesí křesťanské vyznání a dostala křestní jméno Teodora.
Od roku 1911 cestovala se svým manželem po Evropě – navštívila s ním Krakov, Varšavu i Prahu, kde Bojan Penev shromažďoval v archivech a univerzitních knihovnách materiál ke svým literárně-historickým studiím o působení polské a české literatury na bulharské písemnictví v období národního obrození.
Ve 20. a 30. letech 20. století přednášela v zahraničí (v Polsku, Německu, Švýcarsku, Rakousku, Československu, Francii a Spojeném království) o bulharské literatuře, postavení bulharských žen a osudu svého rodného kraje Dobrudža, který po první světové válce celý připadl Rumunsku.
V roce 1923 se rozešla se svým manželem, formálně manželství skončilo v roce 1927 smrtí manžela. Ke svému sňatku byla Dora Gabe kritická: „Moje manželství s Bojanem Penevem (...) mě vtáhlo hlouběji do jeho aktivit. Jeho vliv mě sice obohatil, ale za cenu mé vlastní identity. Přestala jsem žít svůj vlastní vnitřní život a místo toho jsem žila jeho. Prostor k opravdovému rozkvětu jsem bohužel našla až po jeho smrti.“
V roce 1926 se stala zakládající členkou bulharského PEN klubu v roce 1926 a následně i jeho dlouholetou předsedkyní (až do roku 1941).
Po druhé světové válce oslavovala ve svých dílech boj komunistických partyzánů proti nacistům.
V letech 1947–1950 působila jako kulturní atašé na bulharském velvyslanectví ve Varšavě.
Poté pokračovala v literární činnosti a ve svých básních se vrátila k intimním lyrickým zpovědím.
Zemřela 16. listopadu 1983 ve věku 95 let v Sofii v Bulharsku.

## Vztah s Vítězslavem Nezvalem
Na začátku 30. let 20. století navázala Dora Gabe řadu kontaktů s českým kulturním světem i českým ženským hnutím. Jako předsedkyně bulharského PEN klubu se osobně znala s Karlem Čapkem, který stejně jako ona zakládal PEN klub ve své vlasti a do roku 1933 byl jeho předsedou.

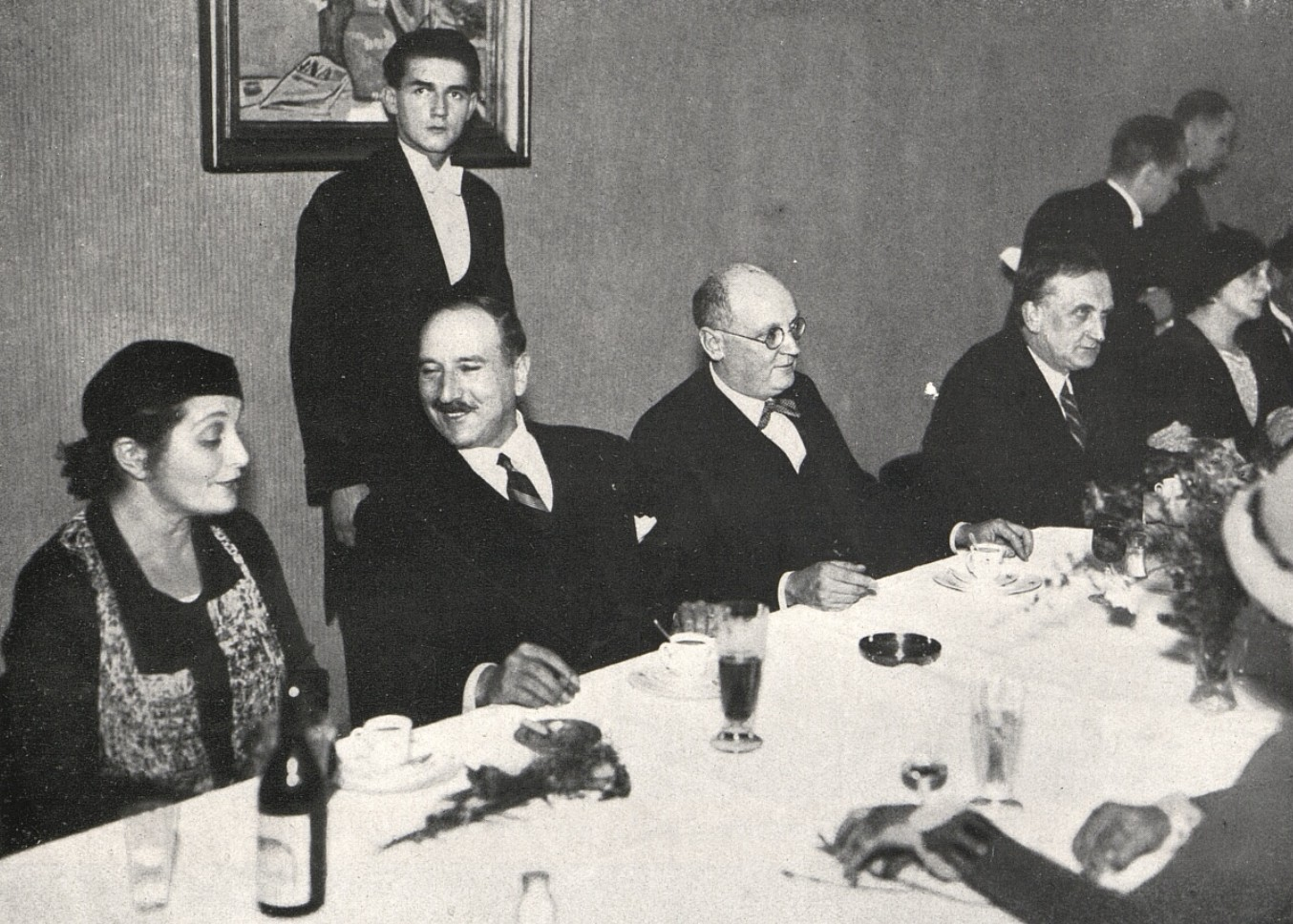
Předsedkyně bulharského PEN klubu Dora Gabe v Praze na slavnostní večeři na počest francouzského spisovatele Georgese Duhamela v říjnu 1931

V říjnu 1931 přicestovala na pozvání pražského PEN-klubu do Prahy, kde se seznámila s básníkem Vítězslavem Nezvalem, a to vzpomínkovém večeru k úmrtí Thomase Alvy Edisona ve Vinohradském divadle, na kterém zazněla Nezvalova básnická skladba Edison. Jednatřicetiletý Vítězslav Nezval se do pětačtyřicetileté bulharské básnířky zamiloval a doprovázel ji na její cestě z Prahy do Brna a Bratislavy, kde stejně jako v Praze přednášela o bulharské literatuře a postavení bulharských žen.
V roce 1932 společně pracovali na českém překladu její poetické knihy pro děti „Dávno“ (bulharsky Někoga), o níž Vítězlav Nezval napsal, že ho „na každé své stránce okouzlovala svou zvláštní poetičností a zvláštním druhem citu, který byl do nich zaklet“.
V roce 1933 se stala hrdinkou jeho románu Jak vejce vejci. „Paní Doře Gabe, Konstantině tohoto románu, který nedovedl vyslovit ani tisícinu jejích skutečných kouzel,“ napsal Vítězslav Nezval bulharské básnířce věnování do knihy Jak vejce vejci. V roce 1934 zachytil loučení s Dorou Gabe v Bratislavě, odkud odplouvala lodí po Dunaji do Bulharska, v básni Sbohem a šáteček.
Jejich intenzivní milostný vztah se proměnil v životní přátelství. Psali si dopisy a navzájem se inspirovali. Stejně jako Dora Gabe napsal i Nezval knihu pro děti „Anička skřítek a Slaměný Hubert“, kterou jí poslal koncem listopadu 1937 s věnováním: „Drahé paní Doře Gabe, od níž vím tolik o duši dítěte, srdečně a upřímně její přítel.“ V roce 1938 napsal knihu „Věci, květiny, zvířátka a lidé pro děti“, která poprvé vyšla až v roce 1956.
Dora Gabe Nezvalovi věnovala po jeho smrti nostalgickou báseň „U Nezvalova hrobu“ o jejich posledním ‘setkání’ na Vyšehradském hřbitově v roce 1959.

## Tvorba

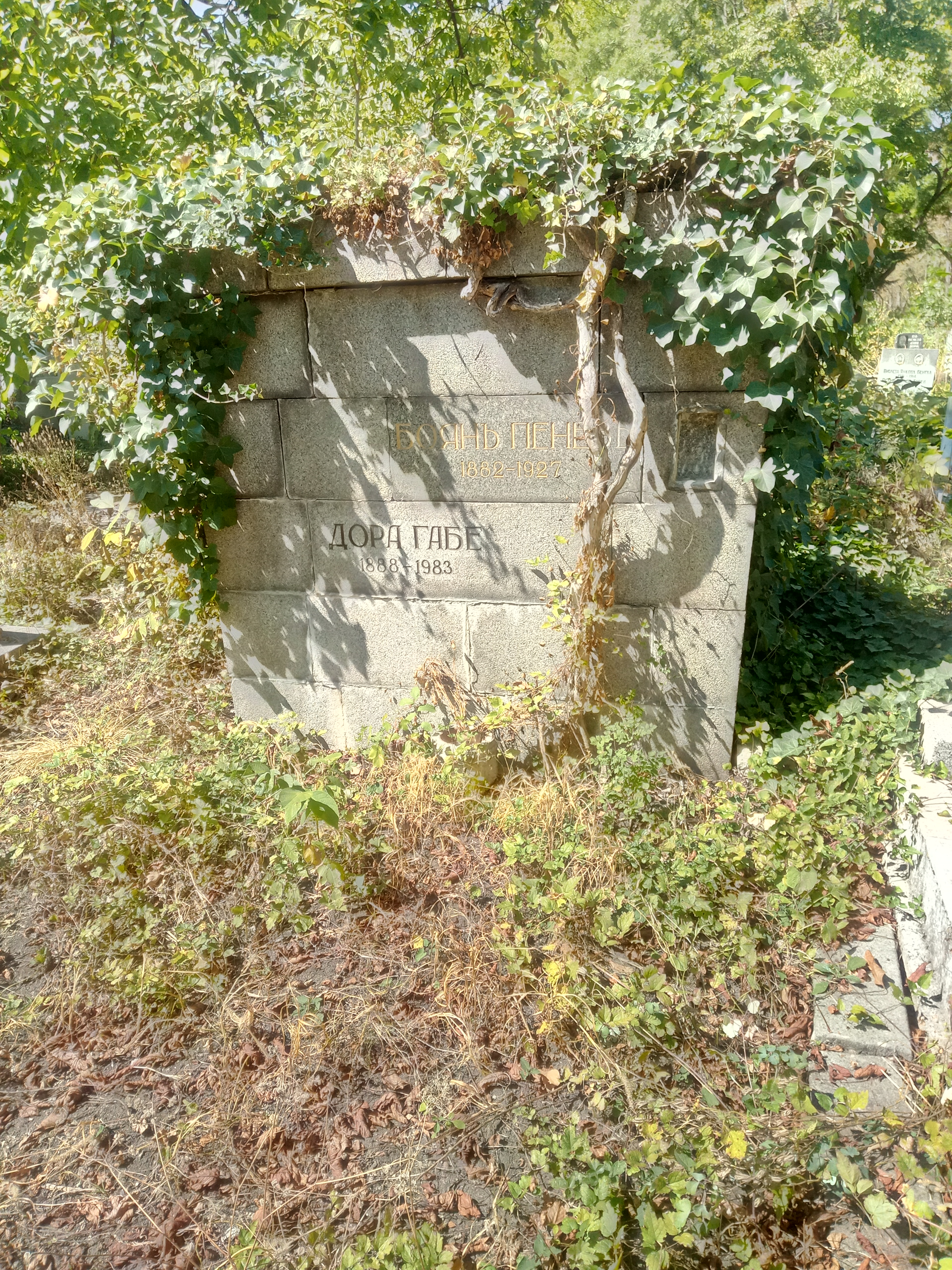
Hrob Dory Gabe na centrálním hřbitově v Sofii

Své básně publikovala nejdříve v letech 1905-1906 v časopisech, mezi nimiž byl i uznávaný magazín pro vědu, literaturu a kritiku Myšlení (bulharsky Mysl). V roce 1908 vyšla její první básnická sbírka Fialky (Temenugy), kterou napsala v duchu tehdy vládnoucího symbolizmu.
Poté rozvinula svůj talent v oblasti dětské literatury. Její knihy pro děti včetně slabikáře a první čítanky patří ke klasické bulharské dětské literatuře. Její poetická dětská kniha „Dávno“ z roku 1924 se proslavila po celém světě. V češtině vyšla v roce 1938 v překladu Vítězslava Nezvala a s ilustracemi malířky Toyen.
Publikovala také cestopisy, povídky, recenze divadelních her a články týkající se zahraniční a bulharské literatury (a to i v českých časopisech), vzpomínky na básníky a spisovatele (po smrti Karla Čapka vyšel v Bulharsku její emocionální nekrolog).
Od roku 1917 až do konce svého života se věnovala překladům děl významných autorů z polštiny, ruštiny, francouzštiny, řečtiny a češtiny (Jiřího Wolkera, Vítězslava Nezvala, Karla Čapka, Jaroslava Seiferta).
Celkem vydala osm básnických sbírek: Fialky (Temenugy, 1908), Pozemská pouť (Zemen pǎt, 1938), Náměsíčná (Lunatička, 1933), Neklidná doba (Nespokojno vreme, 1957), Nové verše (Novi stichove, 1963), Posečkej, slunce (Počakaj, slnce, 1967), Neviditelné oči (Nevidimi oči, 1970) a Zhuštěné ticho (Sgǎstena tišina, 1973).
V češtině vyšla pouze její knihy pro děti Dávno (1938) a Peťka jde do hor (1949), její básně vycházely pouze ve výborech bulharských básní.

## Odkaz
Dora Gabe se neproslavila pouze svou uměleckou tvorbou, byla také obhájkyní lidských práv a práv dětí a svými překlady propojovala čtenáře mnoha zemí. Byla nositelkou řady bulharských ocenění a obdržela také polský Zlatý kříž za svou práci v oblasti bulharsko-polských vztahů. Byla jmenována čestnou občankou města Dobrič, v němž její jméno nese knihovna, loutkové divadlo, gymnázium a školka.
Jako projev uznání za život a literární dílo Dory Gabe je od roku 2003 udělována každých pět let Národní literární cena Dory Gabe za významné umělecké počiny v duchu poselství Dory Gabe a přínosu národní literatuře.